# Muğla (provincie)
Muğlanská provincie je území v Turecku ležící v Egejském regionu. Hlavním městem je Muğla. Provincie se rozkládá na ploše 13 338 km² a v roce 2009 zde žilo 802 381 obyvatel.
Ekonomika provincie je založena hlavně na turistickém ruchu. Na pobřeží, které je dlouhé 1 100 km se nachází mnoho známých letovisek.

## Administrativní členění
Provincie Muğla se administrativně člení na 12 distriktů:
- Bodrum
- Dalaman
- Datça
- Fethiye
- Kavaklıdere
- Köyceğiz
- Marmaris
- Milas
- Muğla
- Ortaca
- Ula
- Yatağan